# استفان استوارت
استفان استوارت (انگلیسی: Stephen Stewart؛ زادهٔ ۳ ژوئیهٔ ۱۹۷۸) قایقران روئینگ اهل استرالیا است.
وی در مسابقات کشوری و بین‌المللی در مجموع برندهٔ ۱ مدال برنز شده‌است.